# ال پنون (بولیوار)
ال پنون (انگلیسی: El Peñón, Bolívar) نام شهری در کشور کلمبیا است.